# Resolució 2048 del Consell de Seguretat de les Nacions Unides
La Resolució 2048 del Consell de Seguretat de les Nacions Unides fou adoptada per unanimitat el 18 de maig de 2012. La resolució requereix a tots els Estats prendre les mesures necessàries per impedir l'entrada o el trànsit pel territori de Guinea Bissau de les persones designades pel Comitè per a la seva inclusió en la seva prohibició de viatjar-hi, concretament als que participaren activament en el cop d'estat de 2012, entre ells Mamadu Ture Kuruma.